# Notarisklerk

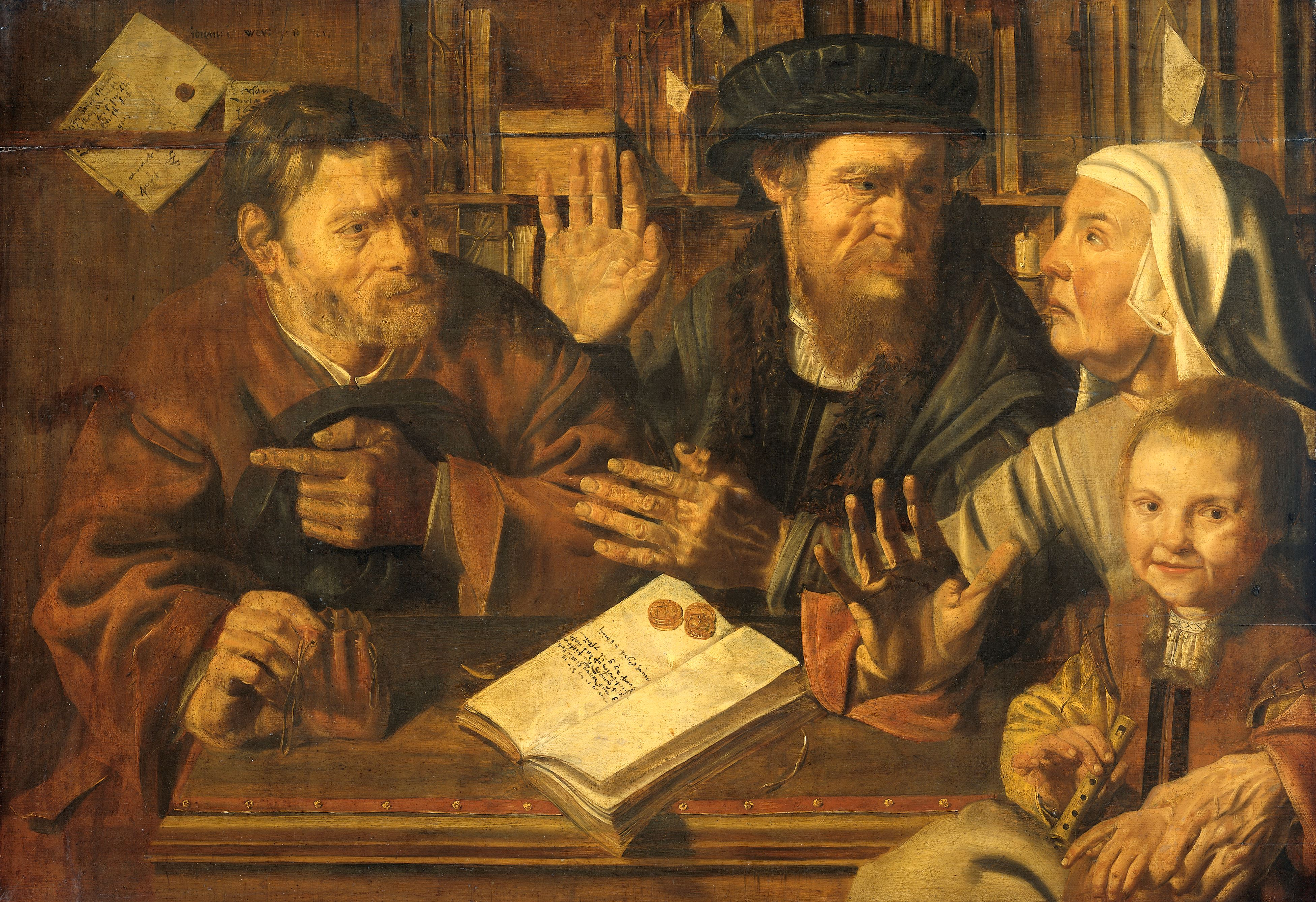
Het kantoor van de notaris, Collectie Rijksmuseum

Een notarisklerk is een juridisch medewerker in dienst van een notaris of notariskantoor met als voornaamste taken het inhoudelijk voorbereiden, onderhouden en afwerken van dossiers in de notariële praktijk. 
Het opleidingsniveau is in Nederland hbo en bij voldoen aan bepaalde vereisten mag men zich register-notarisklerk noemen.

## Werkzaamheden
Een notarisklerk verricht verscheidene werkzaamheden voor de notaris. Tot de taken behoren het zoeken, verzamelen en controleren van gegevens bij instanties als gemeente, Kamer van Koophandel, Rechtbank of faillissementenregister. Een notaris heeft in zijn publieke functie toegang tot onder meer het Kadaster, de Gemeentelijke Basisadministratie en het Centraal Testamentenregister. Verder zorgt de klerk voor uitwisseling van informatie met banken, hypotheekverstrekkers, de wederpartij bij overeenkomsten enzovoorts.
De notarisklerk controleert overeenkomsten en authentieke aktes op stijl en juridische correctheid. Hij stelt conceptaktes op aan de hand van door de notaris opgenomen gespreksnotities, die na controle door de notaris worden verstuurd aan een client. Onder supervisie van de notaris onderhoudt hij contacten met cliënten en tussenpersonen en zit hij als gevolmachtigd werknemer bij het verlijden van aktes, om deze in naam van een natuurlijk persoon of rechtspersoon (bijvoorbeeld een bank of investeringsmaatschappij) te ondertekenen. Bij notariskantoren met een zogenaamde boedelpraktijk, verrichten de klerken met ondersteuning van administratieve medewerkers, veelal zelfstandig het praktische werk in de afwikkeling van een nalatenschap.

## Rechtsgebieden
Het rechtsgebied waarin de notarisklerk voornamelijk werkzaam is, is het privaatrecht met als belangrijk onderdeel het notarieel recht. Hieronder valt met betrekking tot de notariële praktijk het personen- en familierecht, erfrecht, ondernemingsrecht en registergoederenrecht. Andere rechtsgebieden zijn het fiscaal recht en administratief recht. De notaris heeft deels een publiekrechtelijke functie, bij ondersteuning in de uitvoer van deze taken beweegt de klerk zich ook op dit gebied.

## Opleiding
De vierjarige opleiding op hbo-niveau tot notarisklerk kan in Nederland onder andere gevolgd worden bij de Stichting Opleiding Medewerkers in het Notariaat.  In Vlaanderen is er de driejarige bachelor in het Bedrijfsmanagement - optie Rechtspraktijk.

## Bekende notarisbedienden
- Ida Sträuli-Knüsli (1847-1918), Zwitsers notarisbediende en feministe